# コーナーブルック

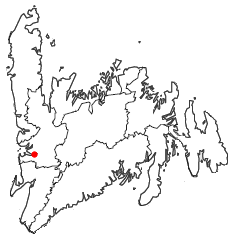
コーナーブルックの位置

コーナーブルック（Corner Brook）はカナダ東部のニューファンドランド・ラブラドール州にある都市。ニューファンドランド島の西海岸、ベイ・オブ・アイランズ湾の奥にあり、ハンバー川（Humber River）の河口にあたる。州の主産業の一つであるパルプ製造や新聞紙製造が盛ん。市の面積は135.6平方km、市の人口は2001年調査で20,103人（都市圏では25,747人）。

## 歴史
イギリスの海図製作者・探検家であるジェームズ・クックは、ニューファンドランド島の地図製作で名をあげた。コーナーブルック周辺の地理を最初に調査して地図に残したのは彼であった。クックは1767年の夏の間、彼はベイ・オブ・アイランズ周囲を調査しており、彼が作成した地図の複製が市内のジェームズ・クック記念碑に飾られている。
この町は、もともと別々の産業を有する異なった4つの町からなっていた。漁業の町カーリング（Curling）、小売業の町コーナーブルック・ウェスト（Corner Brook West、別名ハンバー・ウェスト Humber West）、鉄道の町コーナーブルック・イースト（Corner Brook East、別名ハンバーマウス Humbermouth）、そしてパルプ業と製紙業の町タウンサイト（Townsite、またはコーナーブルック Corner Brook）である。1956年、これら4つの自治体が合併して現在のコーナーブルック市になった。
1999年、コーナーブルックは、島内の他の市であるディアーレイク（Deer Lake）、パサデナ（Pasadena）、スティーブンビル（Stephenville）とともに、隔年開催されるカナダ全国スポーツ競技大会カナダ・ゲームズ（Canada Games）の開催都市となった。競技場ペプシ・センター（当時のカナダ・ゲームズ・センター）はこのために建設されたものである。また2000年にはコーナーブルックでトライアスロンの世界大会が開催された。
コーナーブルックは、この地域最大の雇用主である「コーナーブルック・パルプ製紙会社（Corner Brook Pulp & Paper Mill）」の本拠地である。また、この市はニューファンドランド島西部の地域医療、商業と小売、政府サービス、教育（メモリアル大学の分校、サー・ウィルフレッド・グリーンフェル大学がある）の中心地でもある。また近年、コーナーブルックには、カナダ大西洋岸地域で最大の映画撮影所「アトランティック・スタジオズ・コーポレーティブ（The Atlantic Studios Cooperative）」がペプシ・センター内に開設された。

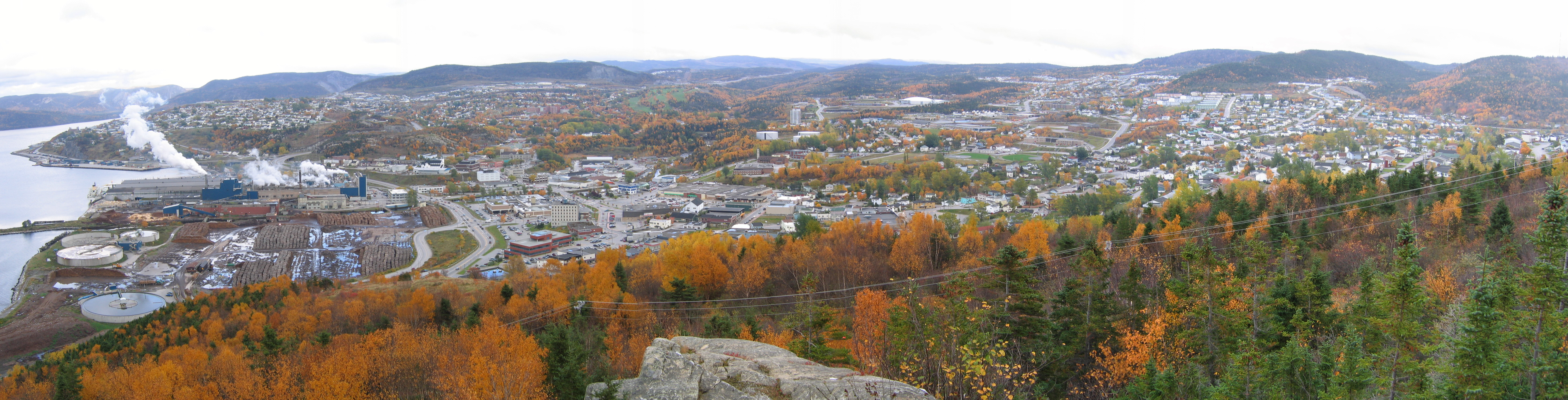
コーナーブルック市街